# Квемо-Нашовари
Квемо-Нашовари (груз. ქვემო ნაშოვარი) — село в Грузии, в муниципалитете Лагодехи края Кахетия. 

## География
Село расположено в восточной части края, в 30 километрах по прямой к юго-западу от центра муниципалитета Лагодехи. Высота центра — 180 метров над уровнем моря.

## Население
По данным переписи населения 2014 года, в селе проживало 456 человек.
| Год  | Население | Мужчины | Женщины |
| ---- | --------- | ------- | ------- |
| 2002 | 529       | 266     | 263     |
| 2014 | 456       | 231     | 225     |